# الهلال الأحمر المغربي
الهلال الأحمر المغربي هو جمعية إنسانية تطوعية مغربية تأسست في 24 ديسمبر 1957 وتم الاعتراف بها من قبل اللجنة الدولية للصليب الأحمر والهلال الأحمر عام 1958. وهي تعمل على مساعدة السلطات العامة المدنية والعسكرية العاملة في الميادين الإنسانية والصحية.

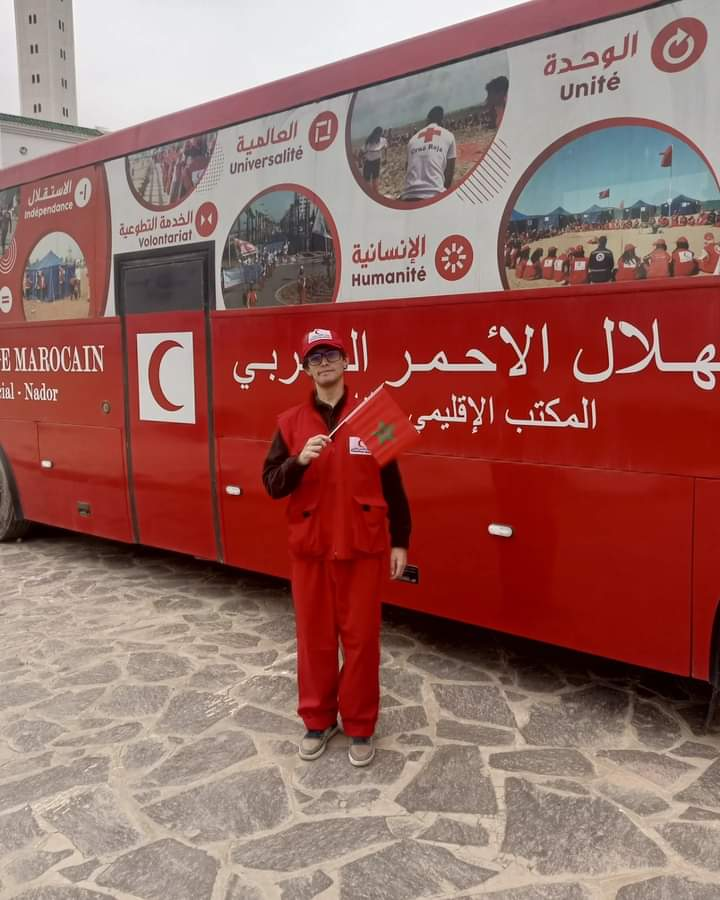
متطوع في الهلال الأحمر المغربي في الناظور

## هيأته
ترأس الهلال الأحمر المغربي الأميرة مليكة، وتتولى اللجنة المركزية رسم الخطوط العريضة لسياسة الجمعية، وهي تتكون من 16 عضوا وتجتمع مرة كل شهر. أما المجلس الإداري للجمعية فيجتمع مرتين سنويا. وتتكون الإدارة المركزية للجمعية من أمين عام ومدير عام إداري، وهي تتولى تسيير الجمعية وتسهر على تنفيذ القرارات التي تتخذها اللجنة المركزية والمجلس الإداري.

## وصلة خارجية
- صفحة عن الهلال الأحمر المغربي
- تعريف بالهلال الأحمر المغربي